# تمزآيت (أورير)
تمزآيت هي إحدى مشيخات المملكة المغربية، تتبع جغرافيا لعمالة أكادير إدا وتنان وإداريًا لأورير. يقدر عدد سكانها بـ 101 نسمة حسب الإحصاء الرسمي للسكان والسكنى لسنة 2004.